# Cobi (Maskottchen)

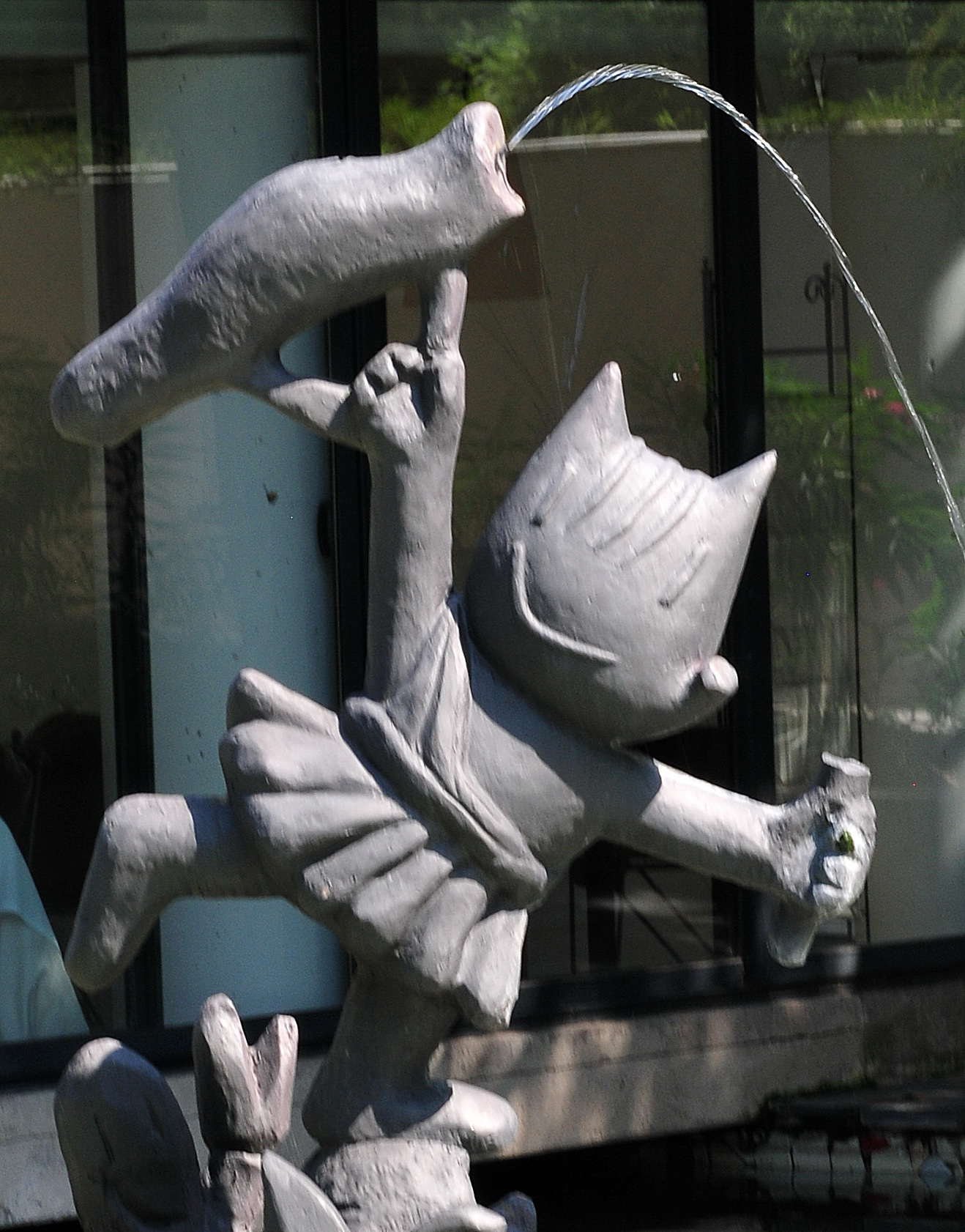
Cobi als Figur eines Springbrunnens in Barcelona

Cobi war das offizielle Maskottchen der Olympischen Sommerspiele 1992 in Barcelona.

## Beschreibung
Cobi war ein im Stil des Kubismus gestalteter Katalanischer Schäferhund. Charakteristisch waren seine drei Haare. Die Figur wurde bei verschiedenen olympischen Anlässen in unterschiedlichen Outfits präsentiert. Das kubistische Aussehen wurde als Hommage an den spanischen Künstler Pablo Picasso gewählt. Die Reaktionen auf Cobi waren zunächst gemischt, so urteilte zum Beispiel die taz, Cobi könne ebenso ein Schwein darstellen. Im Laufe der Olympischen Sommerspiele gewann das Maskottchen dann aber doch die Sympathien der Bevölkerung und entwickelte sich zu einem beliebten Merchandising-Motiv.

## Entstehung
Die Figur des Cobi entwarf der spanische Designer Javier Mariscal. Für einen Wettbewerb, mit dem das offizielle Maskottchen der Olympischen Sommerspiele 1992 in Barcelona gefunden werden sollte, reichte Mariscal verschiedene Entwürfe ein: eine Garnele, eine Palme mit dem Namen Palmerita und Petra, das spätere Maskottchen der Sommer-Paralympics 1992. Als diese Vorschläge keinen Anklang fanden, entwarf er das Maskottchen in Form eines stilisierten Hundes, das er an „Julian“, eine Figur seiner Comicreihe Los garriris aus den 1970er Jahren, anlehnte. Die Entscheidung für diesen Entwurf wurde 1988 gefällt. Der Name Cobi bezieht sich auf COOB'92, die Abkürzung des Organisationskomitees der Spiele; außerdem wurde er wegen seiner leichten Aussprache in den meisten Landessprachen ausgewählt.

## Sonstiges
Um Cobi und die Olympischen Spiele zu bewerben, wurde 1990 die Zeichentrickserie The Cobi Troupe unter der Leitung von Javier Mariscal entwickelt. In den insgesamt 26 Episoden, die sich vor allem an Kinder zwischen 5 und 12 Jahren richteten, wurden verschiedene Abenteuer von Cobi und seinen Freunden, zu denen auch das Paralympics-Maskottchen Petra gehörte, gezeigt. Die Serie wurde an 24 Fernsehsender verkauft.